# 克拉伦斯·哈马尔
克拉伦斯·哈马尔（瑞典語：Clarence Hammar，1899年6月23日—1989年12月31日），瑞典男子帆船运动员。他曾代表瑞典参加1924年和1928年夏季奥林匹克运动会帆船比赛，获得一枚铜牌。